# Moody River (brano musicale)
Moody River è un brano musicale di genere country pop del 1961, reso celebre dal cantante statunitense Pat Boone.
Il brano è stato pubblicato da Pat Boone nel maggio del 1961 ed è stato inserito nel suo quindicesimo album in studio dal titolo "Moody River". La canzone è stata un grande successo commerciale ed ha raggiunto la prima posizione nelle classifiche degli Stati Uniti, del Canada e della Nuova Zelanda.
Considerato uno dei maggiori successi di Boone, la canzone fu in seguito oggetto di varie cover tra le quali quelle di Frank Sinatra, John Fogerty e di Kari Tapio, il quale la incise in lingua finlandese.

## Il brano
La canzone era stata scritta e inizialmente incisa dal cantautore americano Gary Daniel Bruce (noto con lo pseudonimo di Chase Webster).
Il testo racconta la storia di un uomo che sta per incontrare la sua amante ma scopre che quest'ultima si è suicidata nel fiume poiché non poteva sopportare di aver tradito il suo ragazzo con un altro uomo.

## Cover
- Frank Sinatra nel 1968 incide il brano nel suo disco Cycles
- Kari Tapio, cantante finlandese, traduce e incide il brano nella sua lingua per il disco Kaksi maailmaa del 2008
- John Fogerty incide una sua versione nel 2009 per il disco The Blue Ridge Rangers Rides Again